# Yssac-la-Tourette
Yssac-la-Tourette – miejscowość i gmina we Francji, w regionie Owernia-Rodan-Alpy, w departamencie Puy-de-Dôme.
Według danych na rok 1990 gminę zamieszkiwało 287 osób, a gęstość zaludnienia wynosiła 134 osoby/km² (wśród 1310 gmin Owernii Yssac-la-Tourette plasuje się na 567. miejscu pod względem liczby ludności, natomiast pod względem powierzchni na miejscu 1042.).